# فوفینا
فوفینا شهری در شهرستان بانا در استان باله در بورکینافاسوی جنوبی است و جمعیت آن ۱۸۹ نفر است.